# Географија Еквадора
2° 00′ S 77° 30′ W / 2.000° Ј; 77.500° З
Еквадор се налази у западној Јужној Америци, између Перуа и Колумбије. Укупна површина Еквадора је 283.560 km². Од те површине, 276.840 km² је копно, а 6,720 km² вода. Чувена Острва Галапагос су исто део Еквадора. 
Еквадор има обалу са Тихим океаном 2.237 километара дуга. Са Колумбијом граничи 590 km, а Перуом 1.420 km. Планина Чимборазо је највећа планина у Еквадору, са висином од 6.267 метара, део Анда. Котопакси, највиши активни вулкан на свету, налази се такође у Еквадору.
Еквадор се дели на четири различита подручја. Галапагос острва, Ла Коста, Ла Сијера, и Ел Оријенте. Ла Коста на шпанском значи обала, и налази се у западном Еквадору. Ла Сијера је средишњи Еквадор, познат по планинама, док је Ел Оријенте источни део земље где се налази прашума Амазон.